# Gornji Jelovac
Gornji Jelovac (cyr. Горњи Јеловац) – wieś w Bośni i Hercegowinie, w Republice Serbskiej, w mieście Prijedor. W 2013 roku liczyła 329 mieszkańców.